# Kirchberg im Wald
Kirchberg im Wald település Németországban, azon belül Bajorországban. Lakosainak száma 4500 fő (2023. december 31.). Kirchberg im Wald Lalling, Regen, Schöfweg és Innernzell községekkel határos.

## Népesség
| Lakosok száma | 3484 | 1561 | 4310 | 4332 | 4311 | 4325 | 4352 | 4338 | 4490 | 4500 |
|               | 1970 | 1975 | 2011 | 2012 | 2014 | 2015 | 2017 | 2019 | 2022 | 2023 |